# Hervé François Lefollet
Hervé François Lefollet est un homme politique français né le 7 mars 1758 à Saint-Lô-d'Ourville (Manche) et décédé le 20 novembre 1827 à Caen (Calvados).
Président du tribunal criminel de Saint-Lô, il est élu député de la Manche au Conseil des Cinq-Cents le 25 germinal an VII. Favorable au coup d'État du 18 Brumaire, il est nommé président du tribunal criminel de la Manche, puis président de chambre à la cour d'appel de Caen en 1811. Il est de nouveau député en 1815, pendant les Cent-Jours.

## Sources
- « Hervé François Lefollet », dans Adolphe Robert et Gaston Cougny, Dictionnaire des parlementaires français, Edgar Bourloton, 1889-1891 [détail de l’édition]